# Микрос Принос
Микрос Принос или Микро Казавити (гръцки: Μικρός Πρίνος, до 1954 година  Μικρό Καζαβήτι, катаревуса  Μικρόν Καζαβήτιον) е село на остров Тасос в Северна Гърция.

## География
Селището е разположено в центъра на острова, в западното подножие на планината Ипсарио. 

## История
Енорийската църква „Свети Георги“ е от 1815 година, а гробищната „Света Марина“ е от 1858 година.
На австро-унгарската военна карта е отбелязано като Mikro Kasamiti (Kazavid).
В 1928 година селото има 309 жители, от които 9 гърци бежанци. След Втората световна война селото се мести с 4 km на северозапад и започва масова миграция към Каливес и други крайбрежни селища.
| Година    | 1913 | 1920 | 1928 | 1940 | 1951 | 1961 | 1971 | 1981 | 1991 | 2001 | 2011 | 2021 |
| --------- | ---- | ---- | ---- | ---- | ---- | ---- | ---- | ---- | ---- | ---- | ---- | ---- |
| Население | 349  | 335  | 309  | 370  | 10   | 11   | 5    | 47   | 9    | 21   | 23   |      |